# Egon Menz
Egon Klaus Menz (* 24. Mai 1939 in Stuttgart-Bad Cannstatt; † 27. März 1999 in Kassel) war ein deutscher Germanist, Hochschullehrer und Dramatiker. Er war von 1982 bis 1997 Professor für neuere deutsche Literaturwissenschaft und Literaturdidaktik an der Universität Kassel.

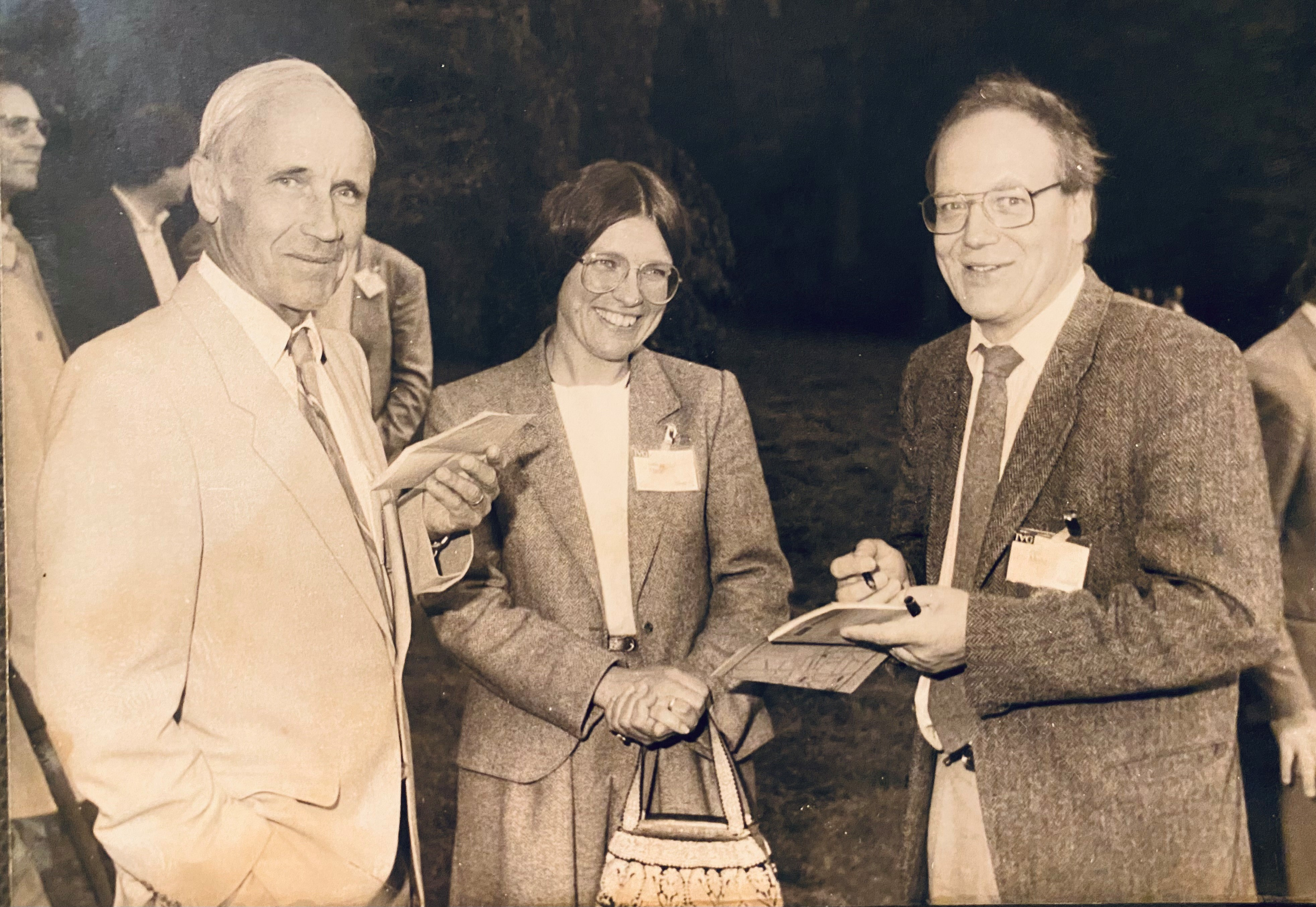
Egon Menz (rechts) mit Ehefrau Katherine und Albrecht Schöne im Deutschen Literaturarchiv Marbach, 1984

## Leben
Menz wuchs in Hausen am Andelsbach und Ravensburg auf, wo er 1958 das Abitur ablegte. Es folgte ein Studium der Germanistik und Altphilologie an den Universitäten Tübingen und Zürich, das er mit dem Examen und der Zulassung zum höheren Schuldienst erfolgreich abschloss. 1968 Promotion zum Dr. phil. im Fach Germanistik über die Schrift Karl Philipp Moritzens Ueber die bildende Nachahmung des Schönen bei Friedrich Beißner in Tübingen. Ab 1969 folgten Postdoc-Tätigkeiten als Assistant Professor an der University of Massachusetts-Amherst (USA) und von 1972 bis 1980 als wissenschaftlicher Assistent an der Pädagogischen Hochschule Berlin und als Gymnasiallehrer an einem Steglitzer Gymnasium. In Berlin war er Mitarbeiter von Andreas Bruno Wachsmuth, dem prominenten Goetheforscher und damaligen Präsidenten der Goethe-Gesellschaft. Im Umfeld Goethes siedelten sich auch seine weiteren Forschungsthemen an; so arbeitete er auch über J. R. M. Lenz.
Parallel dazu entstanden aber auch eigene Dramen. Bekannt wurde davon vor allem das Theaterstück Die Tübinger Mahlzeit, das 1968 in Freiburg erfolgreich aufgeführt wurde und ihm zwei Literaturpreise eintrug, den Gerhart-Hauptmann-Preis der Freien Volksbühne Berlin und eine Fördergabe des baden-württembergischen Schiller-Gedächtnispreis (zusammen mit Günther Eich). 1981 erhielt er den Ruf an die damalige Gesamthochschule Kassel (seit 2000 Universität Kassel), wo er neben seiner Lehrtätigkeit unter anderem Schriften über Karl Philipp Moritz und Jakob Michael Reinhold Lenz veröffentlichte.
Von 1990 bis 1993 war er zudem Präsident der Goethe-Gesellschaft Kassel als Nachfolger von Erich Herzog, wo er versuchte sein Anliegen voranzutreiben, die Jugend – Schüler, Schülerinnen und Studierende – an die Klassik heranzuführen. Der Grundgedanke dieses Vorhabens, die „Zeitgenossenschaft Goethes in seiner Zeit“ zu vermitteln, bildete dabei die Brücke zu seiner Hochschularbeit.

## Familie
Egon Menz war mit der amerikanischen Germanistin Katherine Menz (1941–2016) verheiratet, mit der er fünf Kinder hatte: Anne Menz (* 1970, Ärztin), Margarete Menz (* 1974, Erziehungswissenschaftlerin an der Pädagogischen Hochschule Schwäbisch Gmünd), Georg Menz (* 1973, Politikwissenschaftler an der Old Dominion University), James Menz (* 1977, Rechtsanwalt) und Friedrich Menz (* 1981, Personalmanager).

## Veröffentlichungen
- Ratschläge zum Abfassen eines schlechten Referats. In: Forschung & Lehre, 6/95, S. 354.
- Über Trivialität und Fernsehliteratur. In: Christoph Schmitz-Scholemann: Hilft das Fernsehen der Literatur? Antworten auf die Preisfrage der Deutschen Akademie für Sprache und Dichtung vom Jahr 1996. Wallstein Verlag 1997, S. 47–100. ISBN 978-3-89244-253-0.
- Die letzte Ölung des Lesers. Preisfrage: Hilft das Fernsehen der Literatur? In: Frankfurter Allgemeine Zeitung, 10. Dezember 1997.
- Die Schrift Karl Philipp Moritzens „Über die bildende Nachahmung des Schönen.“ In: Göppinger Arbeiten zur Germanistik, Hrsg. Dr. U. Müller u. Dr. F. Hundsnurscher, Nr. 4, Stuttgart 1968.
- Genuß des wirklichen Lebens: Karl Philipp Moritz' Buch über Roms Altertümer. In: Berlin und die Antike: Architektur, Kunstgewerbe, Malerei, Skulptur, Theater und Wissenschaft vom 16. Jahrhundert bis heute. Berlin 1979.
- Die Tübinger Mahlzeit: Sieben Akte. Suhrkamp Verlag 1967.
- Der Chor im Theater des 20. Jahrhunderts. In: Wolfgang Paulsen (Hg.), Der Dichter und seine Zeit – Politik im Spiegel der Literatur. Drittes Amherster Kolloquium zur modernen deutschen Literatur 1969. Heidelberg 1970 (Literatur und Geschichte 1), S. 53–80.
- Sprechchor und Aufmarsch. Zur Entstehung des Thingspiels. In: Horst Denkler u. a. (Hg.): Die deutsche Literatur im Dritten Reich. Stuttgart 1976, S. 330–346.
- Der verwundete Bräutigam. Über den Anfang von Lenzens Komödienkunst. In: Hill, D. (eds) Jakob Michael Reinhold Lenz. VS Verlag für Sozialwissenschaften.
- Das „hohe Tragische von heut“. In: „Unaufhörlich Lenz gelesen …“ Studien zu Leben und Werk von J. M. R. Lenz. Verlag J.B. Metzler 1994, S. 181. ISBN 978-3-476-00973-9.
- Die Humanität des Handelsgeistes. Amerika in der deutschen Literatur des ausgehenden 18. Jahrhunderts, In: Sigrid Bauschinger (Hg.), Amerika in der deutschen Literatur. Neue Welt. Nordamerika. USA. Wolfgang Paulsen zum 65. Geburtstag, Stuttgart 1975, S. 45–62.
- Der Tiefseefisch von Marieluise Fleißer: Zu seiner Berliner Aufführung. In: Monatshefte Vol. 73 Nr. 2, Wisconsin 1981, S. 135–139.
- Lenzens Weimarer Eselei. Über die Gründe der Entfernung von Jakob Michael Reinhold Lenz aus Weimar 1776 und dessen als Darstellung des Vorfalls gedeutete Erzählung 'Geschichte des Felsens Hygillus. In: Goethe-Jahrbuch 106 (1989), Seite 91–105.